# Jean Ballard
Jean Ballard, född 1893, död 1973, var en fransk poet.

## Tidigt liv
Jean Ballard föddes den 14 november 1893 i Marseille i Frankrike. Han växte upp i Marseille och avlade kandidatexamen i matematik.

## Karriär
Ballard påbörjade sin litterära karriär på tidskriften Fortunio, som grundades av författaren Marcel Pagnol. Ballard var grundare och redaktör av Les Cahiers du Sud från 1925 till 1966.

## Död
Jean Ballard dog den 18 juni 1973 i sin hemstad Marseille. Han blev 79 år gammal. Cours Jean Ballard i 1:a arrondissementet i Marseille namngavs till hans ära.